# Luis Bassetti
Luis Bassetti (* 13. Jänner 1915 in Innsbruck; † 27. Februar 2007 ebenda) war ein österreichischer Jurist, Diplomkaufmann und Politiker der ÖVP.

## Leben
Luis Bassetti besuchte die Volksschule und das Realgymnasium in Innsbruck. 1934 maturierte er und absolvierte anschließend ein Studium der Rechte an der Universität Innsbruck. Die Promotion legte er dazu 1938 ab. Ein weiteres Studium (Wirtschaftswissenschaften) absolvierte er an der Universität Frankfurt.
Seine berufliche Laufbahn begann Bassetti 1947 als selbständiger Kaufmann im Holzhandel. Er engagierte sich bei der Handelskammer Tirol, deren Landesgremialvorsteher er von 1954 bis 1960 war. Von 1962 bis 1970 war er Abgeordneter zum Nationalrat und von 1970 bis 1986 Tiroler Landesrat (Ressorts Wirtschaft und Finanzen) der Tiroler Volkspartei. Weiters war er von 1971 bis 1988 Landesobmann des Tiroler Wirtschaftsbundes.
Seit 1936 war er Mitglied der katholischen Studentenverbindung K.a.V. Rheno-Danubia Innsbruck.

## Auszeichnungen
- 1961: Kommerzialrat
- 1985: Großes Goldenes Ehrenzeichen für Verdienste um die Republik Österreich[1]